# José Nunes Carreira
José Nunes Carreira (Alburitel, 10 de agosto de 1934) é Professor Catedrático jubilado da Faculdade de Letras da Universidade de Lisboa. Especialista em História das Civilizações Pré-Clássicas com área de investigação específica em Estudos Bíblicos (Hebraística).

## Percurso Académico
- Licenciou-se em Teologia pela Universidade Gregoriana de Roma em 1960.
- Licenciou-se em Ciências Bíblicas e Orientais pelo Pontifício Instituto Bíblico de Roma em 1963.
- Foi aluno titular da École Biblique et Archéologique Française de Jerusalém com especialização em linguas semíticas e ciências bíblicas e orientais em 1964.
- Doutorou-se em Teologia/ Ciências Bíblicas e Orientais pela Universidade Gregoriana de Roma em 1968 com equivalência a Doutoramento em Letras/ História da Antiguidade pela Universidade dos Açores em 1981.
- Agregação na Universidade dos Açores em 1983. 
- Estágios de Investigação em Bochum e Heidelberg (Alemanha).

## Percurso Docente
- Docente na Universidade Católica Portuguesa em Lisboa de 1974 a 1978.
- Docente na Universidade dos Açores em Ponta Delgada de 1978 a 1984.
- Docente na Faculdade de Letras da Universidade de Lisboa de 1984 até à actualidade (jubilação em 2004).

## Cargos naFaculdade de LetrasdaUniversidade de Lisboa
- Vice-Presidente do Conselho Científico de 1987 a 1988.
- Presidente do Conselho Pedagógico de 1991 a 1992.
- Presidente do Departamento de História de 1995 a 1996.
- Director do Centro de História da Universidade de Lisboa até 2004.
- Fundador e Director do Instituto Oriental até 2004.
- Director das Revistas Cadmo (Instituto Oriental) e Clio (Centro de História).

## Principais Publicações
O plano e arquitectura do Templo de Salomão à luz dos paralelos Orientais, Porto, 1969.
Introdução à História e Cultura Pré-Clássica: Guia de Estudo, Edições Europa-América, Mem-Martins, 1992.
Mito, Mundo e Monoteísmo, Edições Europa-América, Mem-Martins, 1993.
História Antes de Heródoto, Edições Cosmos, Lisboa, 1993.
Filosofia Antes dos Gregos, Edições Europa-América, Mem-Martins, 1994.
A Outra Face do Oriente, Edições Europa-América, Mem-Martins, 1997.
Historiografia Hitita (ed. e tradução), Edições Colibri, Lisboa, 1999.
Cantigas de Amor do Oriente Antigo: Ensaio e Antologia, Edições Cosmos, Lisboa, 1999.
Literaturas da Mesopotâmia, Centro de História da Faculdade de Letras da Universidade de Lisboa, Lisboa, 2002.
Por Terras de Jerusalém e do Próximo Oriente, Edições Europa-América, Mem-Martins, 2003.
Literatura do Egipto Antigo, Edições Europa-América, Mem-Martins, 2005.
Coordenação e Edição Científica da Versão Portuguesa do Atlas Bíblico de J. B. Pritchard, Lisboa, 1996.